# Stellaria ruscifolia
Stellaria ruscifolia là loài thực vật có hoa thuộc họ Cẩm chướng. Loài này được Pall. ex Schltdl. miêu tả khoa học đầu tiên năm 1816.